# ضجيج بيئي

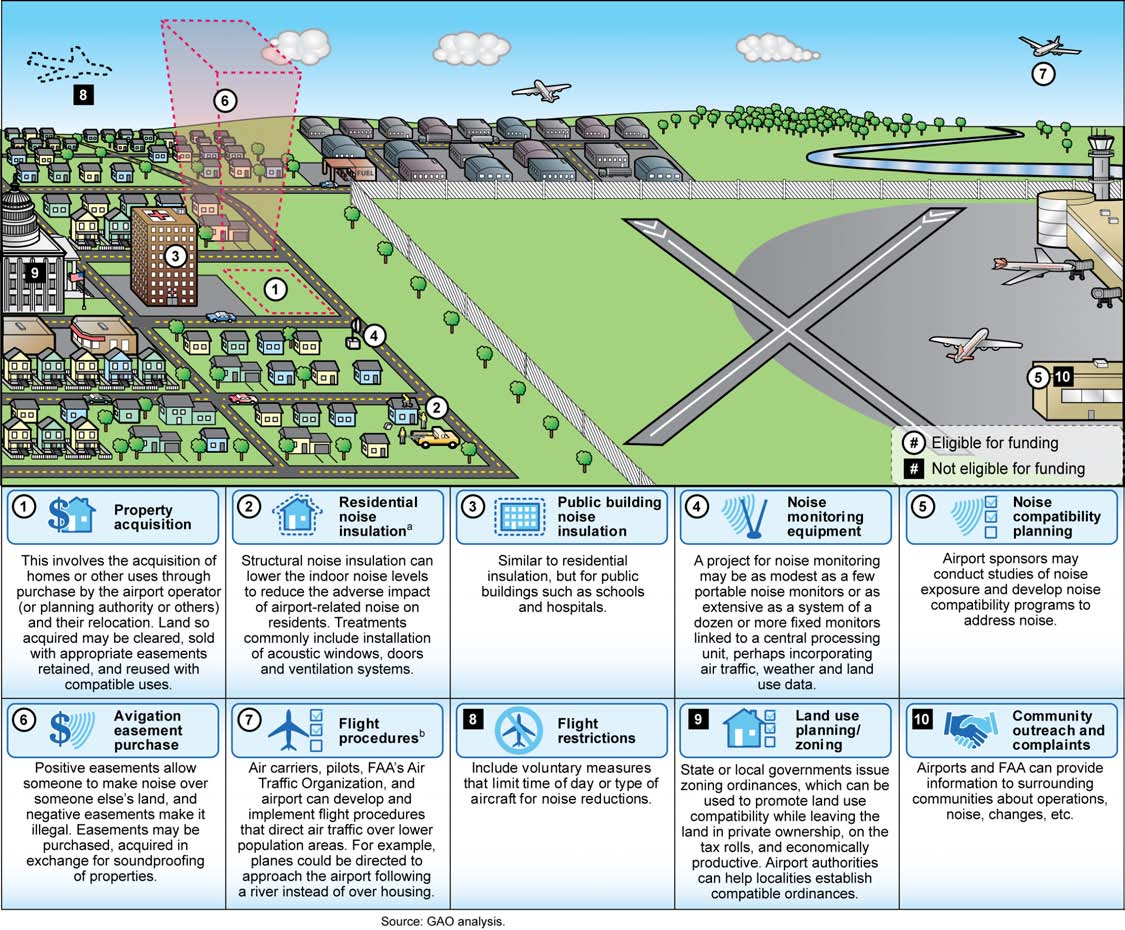
مثال على تأثير الضجيج الصادر عن قطاع النقل على المجتمع.

الضجيج البيئي (بالإنجليزية: Environmental noise) هو نتاج تراكم التلوث الضوضائي الذي يحدث في الخارج. يمكن أن يكون النقل والصناعة والأنشطة الترفيهية سبب هذا الضجيج.
كثيراً ما توصف الضوضاء بأنها «صوت غير مرغوب فيه». وللضوضاء البيئية أشكال عدة حيث أنها موجودة بشكل ما في جميع مجالات النشاط البشري أو الحيواني أو البيئي. وقد تختلف آثار التعرض للضوضاء البيئية بين البشر من عاطفي إلى فسيولوجي ونفسي.
إذ تختلف أضرار الضوضاء حسب مستواها وبالتالي قد لا تكون ضارة عند مستويات منخفضة. يمكن للضوضاء البيئية أيضًا أن تبعث الشعور بالحياة وبالحيوية في منطقة ما، وهو أمر مرغوب فيه. ومع ذلك، قد تصل الضوضاء البيئية حد التلوث وتتداخل مع الكلام الطبيعي بين البشر وتؤثر على العديد من الأصوات المرغوبة مما يسبب الإزعاج واضطراب النوم والقلق وتلف السمع ومشاكل صحية في القلب والأوعية الدموية.
ونتيجة لذلك، تدرس العديد من الحكومات والمؤسسات في جميع أنحاء العالم الضوضاء البيئية وتحرص على تنظيمها ومراقبتها. مما يخلق عددًا من المهن المختلفة. وتُبنى القرارات الصادرة عن هذه المؤسسات والحكومات على أساس القياس الموضوعي والدقيق للضوضاء. تُقاس الضوضاء بالديسيبل (ديسيبل وات) باستخدام مقياس مستوى الصوت وهو جهاز يتبع نسق معين للأصوات. عادة ما تؤخذ القياسات على مدى أسابيع وفي جميع الأحوال الجوية.

## انبعاث الضوضاء البيئية
عادة ما تنبعث الضوضاء من وسائل النقل عبر أجزاء الآلات (مثل المحرك أو العادم) والضوضاء الديناميكية الهوائية (انظر الديناميكا الهوائية وضوضاء الطائرة) الناتجة عن الضغط والاحتكاك في الهواء حول الآلة أثناء الحركة. تختلف الضوضاء البيئية الناتجة عن السكك الحديدية على وجه التحديد اعتمادًا على سرعة وجودة المسارات المستخدمة في النقل.
يمكن توليد الضوضاء الصناعية والترفيهية من خلال العديد من المصادر والعمليات المختلفة. يمكن أن تتولد الضوضاء الصناعية عن طريق المصانع والمحطات (أي عبر تصنيع المنتجات أو التجميع)، أو توليد الطاقة (الطاقة الكهرومائية أو توربينات الرياح)، أو أنشطة البناء، أو المرافق الزراعية ومرافق تجهيز اللحوم. تختلف مصادر الضوضاء الترفيهية اختلافًا كبيرًا ولكنها يمكن أن تشمل المهرجانات الموسيقية  وميادين الرماية والأحداث الرياضية وسباق السيارات والنجارة والحانات  وأنشطة الناس في الشارع،  وغيرها الكثير.
يخضع انتشار الصوت في الهواء الطلق لتأثير الأرصاد الجوية (مثل الرياح ودرجة الحرارة) التي تؤثر على المسافة والسرعة والاتجاه التي تنتقل بها الضوضاء البيئية من المصدر إلى المستمع.

## الآثار الصحية للضوضاء البيئية
ترتبط الضوضاء بنوعية الحياة. إذ تسببت زيادة الضوضاء البيئية، خاصة بالنسبة لأولئك الذين يعيشون بالقرب من السكك الحديدية والمطارات، في نشوب العديد من المشاكل. إذ أصبح من الصعب الحصول على نوم كافٍ وجيد لمن يعيشون في مناطق تتعرض لدرجة عالية من الضوضاء. عندما يكون الجسم في حالة راحة، ومع تواجد محفزات الضوضاء باستمرار في البيئة، فإن الجسم يستجيب لهذه الأصوات مما يمكن أن يؤثر سلبًا على النوم.
يمكن أن يلعب التعرض للضوضاء البيئية العالية دورًا في أمراض القلب والأوعية الدموية. يمكن للضوضاء أن ترفع ضغط الدم وتغير معدل ضربات القلب وتفرز هرمونات التوتر. يمكن أن تؤدي التغييرات في هذه العلامات الحيوية إلى مخاطر ارتفاع ضغط الدم وتصلب الشرايين وحتى المشاكل الصحية الأكثر خطورة مثل السكتة الدماغية أو احتشاء عضلة القلب.

## سياسة تنظيم الضوضاء البيئية

### الولايات المتحدة الأمريكية
وضع القانون الاتحادي لمكافحة الضوضاء لعام 1972 سياسة وطنية للولايات المتحدة لتعزيز وتهيئة بيئة خالية من الضوضاء لجميع الأمريكيين فهذه الضوضاء تعرض صحتهم ورفاههم للخطر. في الماضي، قامت وكالة حماية البيئة الأمريكية (EPA) عبر مكتب خفض الضوضاء والتحكم بها بتنسيق جميع أنشطة التحكم في الضوضاء على مستوى الولايات. ألغت وكالة حماية البيئة تمويل المكتب تدريجيًا في عام 1982 كجزء من تحول في السياسة الفيدرالية للتحكم في الضوضاء لنقل المسؤولية الأساسية لتنظيم الضوضاء إلى حكومات الولايات والحكومات المحلية. ومع ذلك، لم يلغِ الكونغرس قانون مراقبة الضوضاء لعام 1972 وقانون المجتمعات الهادئة لعام 1978 ولا تزال سارية حتى اليوم، على الرغم من عدم تمويلها بشكل أساسي.
اليوم في غياب دور وكالة حماية البيئة في التوجيه والتطبيق الوطني، لم يعد لدى الولايات والمدن والبلديات إرشادات تذكر أو لم يعد لديها أي إرشادات حول كتابة لوائح فعالة للحد من الضجيج. منذ أن نشرت وكالة حماية البيئة الأمريكية في الآونة الأخيرة قانون الضوضاء المجتمعي النموذجي في عام 1974، كافحت المجتمعات المحلية لتطوير قوانينها، وكثيرًا ما تعتمد على نسخ التوجيهات من المجتمعات الأخرى، وأحيانًا نسخ أخطائها. تختلف قوانين وتشريعات الحد من الضوضاء اختلافًا كبيرًا بين البلديات على الرغم من أن معظمها يفرض بعض الحظر العام لتخفيف الضوضاء التي تسبب إزعاجًا وإقرار مستويات الصوت المسموح بها التي يمكن أن تمر عبر الخطوط الفاصلة بين الملكيات والعقارات. كما تحدد بعض القوانين إرشادات محددة لمستوى الضجيج المسموح به في أوقات معينة من اليوم ولأنشطة معينة.
تنظم إدارة الطيران الفيدرالية (FAA) ضوضاء الطائرات من خلال تحديد الحد الأقصى لمستوى الضجيج الذي يمكن أن تطلقه الطائرات المدنية كلٌّ منها على حدة من خلال مطالبة الطائرات بالالتزام بمعايير معينة للضوضاء المقبولة. تحدد هذه المعايير الحد الأقصى لمستوى الضوضاء والذي يختلف حسب كل مرحلة من مراحل الطيران بما يعرف بالتعيين «المرحلي». تحدد أميركا معايير الضوضاء في قانون اللوائح الفيدرالية (CFR) العنوان 14 الجزء 36 - معايير الضوضاء: حسب نوع الطائرة وشهادة صلاحية الطائرات (العنوان 14 من قانون اللوائح الفيدرالية الجزء 36). كما تتبع إدارة الطيران الفيدرالية برنامجًا للتحكم في ضوضاء الطائرات بالتعاون مع مجتمع الطيران. وضعت إدارة الطيران الفيدرالية خطة لإيصال شكوى متعلقة بضوضاء الطيران صادرة عن أي شخص قد يتأثر بضجيج الطائرات.
وضعت الإدارة الاتحادية للطرق السريعة لوائح الضوضاء للتحكم في ضوضاء الطرق السريعة وفقًا لما يقتضيه قانون المساعدة الفيدرالية للطرق السريعة لعام 1970. تتطلب اللوائح إصدار معايير لتحديد مستوى ضوضاء حركة المرور الناتجة عن الأنشطة المختلفة لاستخدام الأراضي، وتصف إجراءات تخفيف ضوضاء حركة المرور على الطرق السريعة وضوضاء البناء.
أنشأ مكتب إحصاءات النقل التابع لوزارة النقل خريطة وطنية لضجيج النقل لتوفير الوصول إلى بيانات شاملة عن ضوضاء الطائرات والطرق على المستوى الوطني وعلى مستوى المقاطعات. تهدف الخريطة إلى مساعدة مخططي المدن والمسؤولين المنتخبين والعلماء والسكان في الوصول إلى معلومات الطيران الحديثة ومعلومات ضوضاء الطريق السريع.

### الاتحاد الأوروبي
لدى الاتحاد الأوروبي تعريف خاص يستند إلى التوجيه الأوروبي 2002/49/EC المادة 10.1. يعطي هذا التوجيه تعريفًا للضوضاء البيئية. والهدف الرئيسي من ذلك هو إنشاء نظام متكامل لإدارة الضوضاء . أُنشئ توجيه الضجيج البيئي (END) في الاتحاد الأوروبي لتوفير المبادئ التوجيهية والقوانين والمعايير في إدارة الضوضاء البيئية. وهذا التوجيه صاغ خرائط الضوضاء وخطط عمل الضوضاء والمناطق الهادئة للتحكم في الضوضاء البيئية والتأثيرات السلبية التي يمكن أن تحدثها على الأفراد.
ينقسم التنفيذ إلى مراحل: في المرحلة الأولى، ستبلغ الدول الأعضاء عن الطرق الرئيسية التي تضم أكثر من ستة ملايين مركبة سنويًا، والسكك الحديدية الرئيسية التي تضم أكثر من 60.000 قطار سنويًا، والمطارات الرئيسية التي تضم أكثر من 50000 حركة سنويًا والمدن الكبرى التي يزيد عدد سكانها عن 250.000 نسمة. في المرحلة الثانية، يجب خفض هذه الأرقام إلى النصف، على ألا تتغير معايير المطارات. في المرحلتين الثالثة والتي تليها، ستتغير طرق حساب مستويات الضوضاء بينما تظل المعايير دون تغيير. تتكون كل مرحلة من ثلاث خطوات: جمع البيانات من المصادر الرئيسية للضوضاء وخرائط الضوضاء الاستراتيجية وخطط العمل . تتبع البلدان المدرجة أدناه المبادئ التوجيهية للاتحاد الأوروبي.

#### النمسا
في النمسا، تكون المؤسسة المسؤولة عن مصادر الضوضاء مسؤولة أيضًا عن خرائط الضوضاء المتعلقة بهذه المصادر. هذا يعني أن الاتحاد الفيدرالي مسؤول عن الطرق الفيدرالية وكل ولاية مسؤولة عن طرق البلاد.

#### فرنسا
أبلغت فرنسا عن 24 منطقة حضرية. كانت باريس الأكبر بـ 9.6 مليون نسمة موجودون في 272 كيلومتر مربع.

#### ألمانيا
نفذت ألمانيا اللوائح الوطنية في 2005 و 2006 وأبلغت عن 27 منطقة حضرية في المرحلة الأولى. كانت برلين الأكثر سكانًا بـ 3.39 مليون نسمة و889 كيلومترًا مربعًا، كانت هامبورج تعتبر الأكبر بحوالي 1.045 كيلومترًا مربعًا و2 مليون نسمة. كان أصغرها هو غيلسنكيرشن بتعداد 270،000 نسمة و105 كيلومترات مربعة. في التشريع الوطني، لا تعتبر الضوضاء الناتجة عن الأنشطة الترفيهية مثل الرياضة والترفيه بمثابة ضجيج بيئي.

#### المملكة المتحدة
أبلغت المملكة المتحدة عن ما مجموعه 28 منطقة حضرية، حيث لندن هي الأكبر بحوالي 8.3 مليون نسمة. تقع غالبية المناطق الحضرية في إنجلترا. هناك اثنان في اسكتلندا وويلز، وواحدة في أيرلندا الشمالية تتمثل في عاصمة البلاد بلفاست.

## روابط خارجية
- آثار الضوضاء. ما وراء الإزعاج
- خدمة مراقبة وتقديم معلومات حول الضوضاء في أوروبا نسخة محفوظة 16 يناير 2013 على موقع واي باك مشين.
- معلومات: الضوضاء - مشكلة في أوروبا
- صفحة اشترِ الهدوء من المعهد الوطني للسلامة والصحة المهنية (NIOSH)
- تطبيق Noise-Planet: لإنشاء خريطة مفتوحة المصدر للضوضاء البيئية